# Heinrich von Vietinghoff
Heinrich Gottfried Otto Richard von Vietinghoff, chiamato Scheel, talvolta menzionato come von Vietinghoff-Scheel (Magonza, 6 dicembre 1887 – Pfronten, 23 febbraio 1952), è stato un generale tedesco.
Di nobili natali, partecipò al primo conflitto mondiale distinguendosi positivamente e proseguì la carriera militare anche dopo la sconfitta della Germania. Al comando di una Divisione Corazzata,  ebbe parte attiva nell'attacco alla Polonia il 1º settembre 1939, atto scatenante la seconda guerra mondiale; posto a capo di un Corpo Corazzato, combatté in Russia fino al 1942 e dall'anno successivo s'impegnò per frenare l'avanzata Alleata su per l'Italia, guidando la 10ª Armata tedesca e il Gruppo d'Armate C. Dopo la firma della resa nel maggio del 1945, si ritirò a vita privata e morì nel 1952.

## Biografia

### Giovinezza e prima guerra mondiale
Heinrich von Vietinghoff nasce a Magonza all'inizio del dicembre 1887 da Hans-Hermann von Vietinghoff, arruolato nell'esercito imperiale tedesco e futuro tenente generale d'artiglieria, e dalla contessa Leona von Schmettow (1861-1942): la famiglia von Vietinghoff rappresentava il ramo collaterale degli Scheel, originari della Westfalia e con parentele in diverse altri nazioni dell'Europa settentrionale. Il giovane Heinrich crebbe in un ambiente vicino al mondo militare e sollecitato dai genitori a intraprendere la via delle armi, tanto che si arruolò nell'Esercito nel 1902 a soli quindici anni, mentendo sulla sua reale età. Il 6 marzo 1906 ricevette la sua prima promozione divenendo Sergente Cadetto. Dopo neppure un anno, il 27 gennaio 1907, ebbe il grado di Sottotenente. Nell'agosto 1914 scoppiò la prima guerra mondiale alla quale von Vietinghoff partecipò, guadagnandosi prima della fine dell'anno la Croce di Ferro di I e II classe; in seguito il 24 giugno 1915 fu promosso Capitano, Grado con il quale combatté il resto del conflitto. Rimasto ferito nel 1918, fu decorato con il Distintivo del ferito in Nero. Partecipò a Le Mans, Verdun e poi fu spostato sul fronte orientale in Serbia con gli austriaci.

### Il periodo interbellico
Nel 1919 la sconfitta Germania sottoscrisse l'oneroso Trattato di Versailles che limitava la forza di terra massima schierabile; von Vietinghoff fu incluso nel ristretto numero di Ufficiali che poterono rimanere nella neonata Reichswehr. Il 1º marzo 1926 divenne Maggiore e a questa nomina ne seguirono diverse altre durante gli anni trenta. Fu Tenente Colonnello dal 1º febbraio 1931 e Colonnello dal 1º aprile 1933. Nel periodo 1934-1935 ricoprì il ruolo di Capo della sezione Difesa nazionale nel Ministero della Guerra e dal 1935 fu l'Ufficiale Comandante della 1ª Brigata Fucilieri; Il 1º aprile 1936 ricevette la nomina a Maggior Generale e, dopo aver raggiunto il grado di Tenente Genereale il 1º marzo 1938, von Vietinghoff venne posto a capo della 5. Panzer-Division il 24 novembre di quell'anno.

### La seconda guerra mondiale

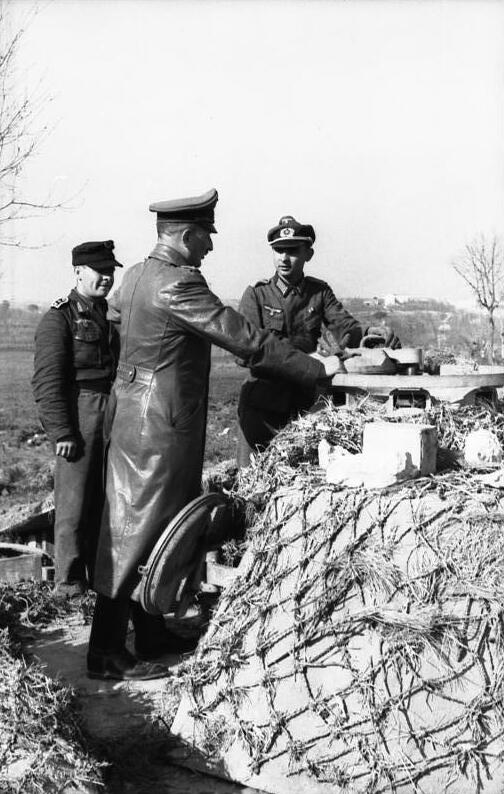
Il generale von Vietinghoff in Italia nell'aprile del 1944

A capo di tale Divisione e agli ordini del Generale Wilhelm Ritter von Leeb, Vietinghoff partecipò alla campagna di Polonia. Dopo la vittoriosa conclusione dell'operazione fu il comandante del XIII Korps fino a metà del 1940: non ebbe alcuna parte nella susseguente campagna di Francia, ma il 1º giugno 1940 ottenne la promozione a General der Panzertruppe e dal 24 giugno poté fregiarsi dell'ambita Croce di Cavaliere della Croce di Ferro. Elevato lo stesso anno al comando del XXXXVI Panzerkorps, Vietinghoff lo condusse vittoriosamente dapprima durante la travolgente invasione della Jugoslavia e poi, inserito nel Panzergruppe 2 capitanato da Heinz Guderian (parte del Gruppo d'Armate Centro del feldmaresciallo Fedor von Bock), lo guidò nel corso della cruciale Operazione Barbarossa. Distintosi a Smolensk, Roslavl e nel corso della battaglia di Mosca, in questo periodo il Generale rimase coinvolto in un incidente stradale che gli guadagnò il soprannome Panzerknacker, datogli dalla truppa.
Vietinghoff rimase sul fronte orientale fin verso la fine del 1942 - ottenendo anche, ad aprile, la Croce in Oro tedesca - quando nel dicembre di quell'anno fu trasferito al comando della 15ª armata, di stanza in Francia con quartier generale a Tourcoing. Ad agosto venne nuovamente riassegnato, questa volta alla guida della 10ª armata: creata il 15 del mese con unità discese in Italia nel quadro dell'operazione Achse e con quelle sfuggite dalla Sicilia, era un complesso di forze appositamente formato per impedire attacchi anfibi Alleati, di cui la ricognizione aveva dato prove consistenti. Vietinghoff si oppose allo sbarco degli Alleati a Salerno la sera dell'8 settembre 1943, non riuscendo però ad avere la meglio a causa della preponderanza navale ed aerea degli avversari; la notte del 17 settembre ordinò la ritirata e predispose una linea di difesa 35 chilometri più a nord, sul fiume Volturno. Contese poi alla 5ª armata statunitense di Mark Wayne Clark, secondo le istruzioni del suo superiore Albert Kesselring, il possesso del territorio italiano palmo a palmo e fermò l'avanzata alleata a Cassino grazie alla Linea Gustav; questi eccellenti risultati gli valsero l'aggiunta delle Fronde di Quercia alla Croce di Cavaliere. Vietinghoff fece dunque ritorno in Germania e ricevette la decorazione il 16 aprile 1944 da Hitler in persona, la numero 456 a essere conferita; si trattenne in Patria fino a metà maggio, quando gli anglo-statunitensi lanciarono una massiccia offensiva contro la Linea, che fu sfondata il 18 maggio. Il 25 ottobre 1944, con gli Alleati a ridosso della Linea Gotica, successe brevemente a Kesselring, ricoverato in ospedale a seguito di un incidente; nel gennaio 1945 venne inviato sul fronte orientale, assumendo il comando del Gruppo d'Armate  "Curlandia". Dopo circa due mesi, il 23 marzo 1945, fu di nuovo in Italia e divenne il Comandante dell'Gruppo d'Armate C, comprendente anche la 10ª Armata.
Fu in questa veste che von Vietinghoff si arrese alle potenze Alleate e il 29 aprile 1945 firmò la resa delle sue forze presso Caserta. Il "cessate il fuoco" divenne operativo alle ore 18 del 2 maggio.

### Ultimi anni
Nell'occasione venne arrestato e tenuto in prigionia nel campo speciale numero 11 di Bolzano fino al 23 maggio 1946, quando venne rilasciato.
Heinrich von Vietinghoff morì pochi anni dopo a Pfronten il 23 febbraio 1952, all'età di 64 anni.